# 米歇尔·德·洛皮塔尔
米歇尔·德·洛皮塔尔（Michel de l'Hôpital，1504年—1573年），文艺复兴时期法国掌玺大臣。口才辨給的他支持对宗教宽容，并试图把国家利益置于宗教利益之上。儘管凱薩琳·德·麥地奇當政期間充滿陰謀詭計和背信棄義的醜惡行為，但這位首席大臣卻是美德和善行的典範，這也是那可悲年代僅存的榮譽之一。1568年他最终因为天主教教会的反对而被迫辞职。

## 生平
洛皮塔爾生於1504年，父亲是王室统帅波旁公爵夏爾的医生，他随波旁公爵到意大利求学，那时他就立志要做人道主义者，而非教条主义者。他曾在內拉克待過，在那裏納瓦拉的王后─瑪格麗特·德·那瓦爾任命他為首席顧問和貝里的大法官。法王亨利二世時期，他任財政總監和審計法院庭長（1554年），曾受吉斯家族的推薦而嶄露頭角，擔任巴黎高等法院的推事。法王查理九世即位後，攝政王太后凱薩琳·德·麥地奇任命他為相當於總理的掌璽大臣，主管法國最高國政。
他主張宗教寬容，試圖調解天主教徒和新教的胡格諾派間的矛盾。為避免宗教戰爭，他竭盡全力挽救國家，試圖扶持波旁家族來對抗舊教的吉斯家族與宮廷總管派，保持權力的平衡。在王太后支持下，1561年他召開「普瓦西對話」的神學會議，希望新舊教兩派的神學家在爭論中達成共識和妥協，但只是高談闊論而毫無妥協的前景，新教徒反而增加了己方的信心。
他又在奧爾良的三級會議上呼籲宗教寬容：「刀劍對靈性幾無用處……（只有）仁慈勝過嚴酷。讓我們揚棄那些指稱政黨、派系與叛亂的邪惡字眼──路德派、胡格諾派、教皇派，只保留基督教的名字吧！」他在1562年1月頒布了寬容新教的各種詔書與法律：允許胡格諾的新教徒在城市外舉行自己的宗教儀式、允許新教徒擔任公職等等。但這些詔令執行時處處碰壁，兩方的宗教狂熱使洛皮塔爾的努力付諸東流。再加上1561年開始國家權力被嚴重的架空，天主教三巨頭──吉斯公爵、蒙莫朗西公爵和聖安德烈元帥組成強力同盟，不但架空王權，更在各自的勢力範圍瘋狂鎮壓新教勢力、屠殺新教徒。而新教徒也在朗格多克和西南部搗毀聖像、燒毀聖物，把天主教徒改成新教教堂，於是1562年的瓦西鎮大屠殺終究拉開了法國宗教戰爭的序幕。
羅皮塔爾當政期間還曾在巴黎設立第一個商事法庭，頒布了一些有益的法令，最著名的是穆蘭法令，該法令革除了許多怨言極大的弊病，改革了法國的法律制度，它在1789年大革命以前一直是國家立法的基礎之一。1568年他和激進派的洛林的樞機（吉斯家族領袖）在御前會議劇烈爭吵後，被王太后解除掌璽大臣職位，改由吉斯的黨羽擔任，於是一度中止的宗教內戰再度開打。1572年他一度在聖巴托羅繆大屠殺受到生命威脅，1573年以高齡70歲去世。
18世紀的啟蒙哲士伏爾泰讚譽洛皮塔尔：「没有法律时代的伟大立法者，是宗教狂热时代的无畏贤哲」